# Just Dance Wii U
Just Dance Wii U est un jeu de rythme de 2014 développé par Ubisoft Paris et édité par Nintendo. Troisième opus de la série japonaise Just Dance, il a été révélé dans un Nintendo Direct le 14 février 2014 et est sorti sur Wii U le 3 avril 2014 au Japon.

## Système de jeu
Comme dans les épisodes précédents, les joueurs doivent imiter la routine d'un danseur à l'écran sur une chanson choisie, marquant des points en fonction de leur précision. Le jeu nécessite des télécommandes Wii pour danser.
Son interface utilisateur et ses fonctionnalités sont en grande partie identiques à Just Dance 2014, mais il supprime la fonctionnalité multijoueur en ligne et quelques autres fonctionnalités présentes dans ce jeu.

## Liste des titres
Il y a un total de 35 chansons dans la bande originale, dont vingt chansons japonaises.
| Song                                          | Artist                            | Year |
| --------------------------------------------- | --------------------------------- | ---- |
| "Acerola Taisō no Uta"                        | Humbert Humbert                   | 2010 |
| "Applause"                                    | Lady Gaga                         | 2013 |
| "Can't Take My Eyes Off You"                  | Boys Town Gang                    | 1982 |
| "Careless Whisper"                            | George Michael                    | 1984 |
| "Dance de Bakōn!"                             | C-ute                             | 2010 |
| "Dance My Generation"                         | Golden Bomber                     | 2013 |
| "Electric Boy"                                | Kara                              | 2012 |
| "EZ Do Dance"                                 | TRF                               | 1993 |
| "Fantastic Baby (Japanese Version)"           | Big Bang                          | 2012 |
| "Flying Get"                                  | AKB48                             | 2011 |
| "Follow Me"                                   | E-girls                           | 2012 |
| "Gakuen Tengoku"                              | Dream5                            | 2012 |
| "Gangnam Style"                               | PSY                               | 2012 |
| "Gentleman"                                   | PSY                               | 2013 |
| "Gimme! Gimme! Gimme! (A Man After Midnight)" | ABBA                              | 1979 |
| "I Will Survive"                              | Gloria Gaynor                     | 1978 |
| "I Wish For You"                              | Exile                             | 2010 |
| "Ikuze! Kaitō Shōjo"                          | Momoiro Clover Z                  | 2010 |
| "Just Dance"                                  | Lady Gaga feat. Colby O'Donis     | 2008 |
| "Kiss Datte Hidarikiki"                       | SKE48                             | 2012 |
| "Koi Suru Fortune Cookie"                     | AKB48                             | 2013 |
| "Livin' la vida loca"                         | Ricky Martin                      | 1999 |
| "Love Machine"                                | Morning Musume                    | 1999 |
| "Memeshikute"                                 | Golden Bomber                     | 2009 |
| "Mite Mite☆Kotchitchi"                        | Momoiro Clover Z                  | 2010 |
| "Moves like Jagger"                           | Maroon 5 feat. Christina Aguilera | 2011 |
| "Ninja Re Bang Bang"                          | Kyary Pamyu Pamyu                 | 2013 |
| "Part of Me"                                  | Katy Perry                        | 2012 |
| "Sansei Kawaii!"                              | SKE48                             | 2013 |
| "Sexy and I Know It"                          | LMFAO                             | 2011 |
| "Superstition"                                | Stevie Wonder                     | 1972 |
| "Tell Your World"                             | Livetune featuring Hatsune Miku   | 2012 |
| "The Final Countdown"                         | Europe                            | 1986 |
| "Tsukema Tsukeru"                             | Kyary Pamyu Pamyu                 | 2011 |
| "What Makes You Beautiful"                    | One Direction                     | 2011 |

## Accueil
Famitsu a donné au jeu une note de 32/40, chaque critique lui donnant un 8. 